# Sílvia Rebelo
Sílvia Marisa Garcia Rebelo (* 20. Mai 1989 in Gouveia) ist eine portugiesische ehemalige Fußballspielerin, die seit 2018 beim portugiesischen Zweitligisten Benfica Lissabon unter Vertrag steht.

## Karriere
Rebelo begann ihre sportliche Laufbahn in der Talentförderung der Fundação Laura Santos in Moimenta da Serra, einer Nachbargemeinde ihres Geburtsortes. 2016 wechselte sie in die neugegründete Frauensektion von Sporting Braga, für die sie in zwei Spielzeiten auflief. Am 12. Juni 2018 wurde sie als dreizehnte Verpflichtung für die neugegründete Frauensektion von Benfica Lissabon bekannt gegeben, die sie als ihre erste Spielführerin anführen sollte. Mit der brasilianischen Torjägerin Darlene Souza als ihrer Stellvertreterin konnte sie bereits in der ersten Spielzeit das Team zum nationalen Pokalsieg und zum Aufstieg in die erste Liga führen.

## Nationalmannschaft
Für die U19-Auswahl ihres Landes ist Rebelo erstmals am 9. April 2007 gegen Irland (0:1) aufgelaufen. Ihr Debüt im A-Kader folgte am 27. September 2008 im Yuri-Gagarin-Stadion von Tschernihiw gegen die Ukraine (1:1), als sie in der 90. Spielminute für Emily Lima eingewechselt wurde. Ihr bis dato einziges Länderspieltor erzielte sie am 31. März 2010 auf dem Feld des Sportkomplexes von Tocha gegen Armenien (7:0). 2017 gehörte sie dem Kader zur Europameisterschaft in den Niederlanden an, der bis dato einzigen Endrundenteilnahme der portugiesischen Frauen bei einem großen Wettbewerb.
Am 23. Oktober 2020 bestritt sie beim 3:0-Sieg gegen Zypern im Rahmen der Qualifikation für die EM 2022 ihr 100. Länderspiel. Ihren bisher letzten Einsatz hatte sie im 2. Gruppenspiel der WM 2023 beim 2:0-Sieg gegen Vietnam. Da die beiden anderen Gruppenspiele gegen die Niederlande und Titelverteidiger USA nicht gewonnen wurden (0:1 bzw. 0:0) schieden die Portugiesinnen als Gruppendritte aus.

## Erfolge
- Portugiesische Meisterin: 2020/2021, 2021/2022, 2022/2023, 2023/2024
- Portugiesische Pokalsiegerin: 2019, 2024
- Portugiesische Superpokalsiegerin: 2019, 2023, 2024